# Afrotyphlops angolensis
Afrotyphlops angolensis — вид змій родини сліпунів (Typhlopidae). Мешкає в Центральній і Східній Африці.

## Поширення і екологія
Afrotyphlops angolensis мешкають в Уганді, Руанді, Бурунді, Кенії, Танзанії, Демократичній Республіці Конго, Республіці Конго, Центральноафриканській Республіці, Камеруні, Екваторіальній Гвінеї, Габоні, північній Анголі і північній Замбії. Вони живуть в різноманітних природних середовищах, зокрема у вологих гірських і рівнинних тропічних лісах, в саванах, на луках, в чагарникових і акацієвих заростях, трапляються на полях. Зустрічаються на висоті до 2000 м над рівнем моря. Відкладають яйця.